# Enric IV de Bar
Enric IV de Bar, nascut entre 1315 i 1320, mort el 1344, va ser comte de Bar de 1336 a 1344. Era fill d'Eduard I, comte de Bar, i de Maria de Borgonya.

## Biografia
Citat una primera vegada el 1323, i després el 1329 quan el seu pare considera casar-lo amb una filla de Joan de Luxemburg, rei de Bohèmia, va esdevenir comte de Bar el 1336.
L'entesa que regnava amb el duc de Lorena Raül va prendre fi el 1337 i es feren la guerra, destrossant-se mútuament les seves terres. Va caldre l'arbitratge de Felip VI de Valois, rei de França, senyor feudal del comte de Bar, per posar-hi fi.
Llavors es va unir a l'exèrcit de Felip VI de Valois, rei de França, el 1339 i 1340, quan Eduard III, rei d'Anglaterra amenaçava d'envair el regne de França, però una treva fou signada a finals de 1340.
La inacció de les tropes que va seguir fou la causa d'un nou enfrontament amb Raül de Lorena, al voltant de la ciutat de Neufchâteau, i el rei de França va haver d'intervenir de nou per posar-hi fi.
El 1344, el rei d'Anglaterra amenaçava de posar fi a la treva amb França, i el rei d'aquest país va enviar una ambaixada, composta de Joan, duc de Normandia, el seu hereu, Eudes IV de Borgonya i Enric IV de Bar, cosí del rei d'Anglaterra, al papa Climent VI perquè aquest imposés una nova treva. Una epidèmia els va obligar a anar-se'n de la ciutat d'Avinyó, i l'ambaixada es va dirigir a Tolosa de Llenguadoc. Enric IV hi va contreure una malaltia, va deixar els seus companys el juliol i va tornar a Vincennes l'octubre. La malaltia va posar fi a la seva vida i va morir el 24 de desembre de 1344.

## Matrimoni i fills
Es va casar el 1338 amb Iolanda de Dampierre (1331 † 1395), filla de Robert de Dampierre, senyor de Marle i de Cassel, i de Joana de Bretanya, neta de Robert III, comte de Flandes, de Iolanda de Borgonya, comtessa de Nevers, d'Artur II, duc de Bretanya, i de Iolanda, Comtessa de Montfort. Van tenir a:
- Eduard II (1339 † 1352), comte de Bar
- Robert I (1344 † 1411), comte i després duc de Bar